# Grå drilltangara
Grå drilltangara (Certhidea fusca) är en fågel i familjen tangaror inom ordningen tättingar.

## Utbredning och systematik
Grå drilltangara förekommer på Galápagosöarna och delas in i sju underarter med följande utbredning:
- C. f. becki – öarna Darwin och Wolf
- C. f. mentalis – ön Genovesa
- C. f. fusca – öarna Pinta och Marchena
- C. f. luteola – ön San Cristobal
- C. f. bifasciata – ön Santa Fé
- C. f. cinerascens – ön Española
- C. f. ridgwayi – ön Floreana

### Familjetillhörighet
Liksom andra finkliknande tangaror placerades denna art tidigare i familjen Emberizidae. Genetiska studier visar dock att den är en del av tangarorna.

## Status
Arten har ett begränsat utbredningsområde, men beståndet anses vara stabilt. IUCN kategoriserar den som livskraftig.